# Erycibe stapfiana
Erycibe stapfiana är en vindeväxtart som beskrevs av David Prain. Erycibe stapfiana ingår i släktet Erycibe och familjen vindeväxter. Inga underarter finns listade i Catalogue of Life.